# Mary Macarthur

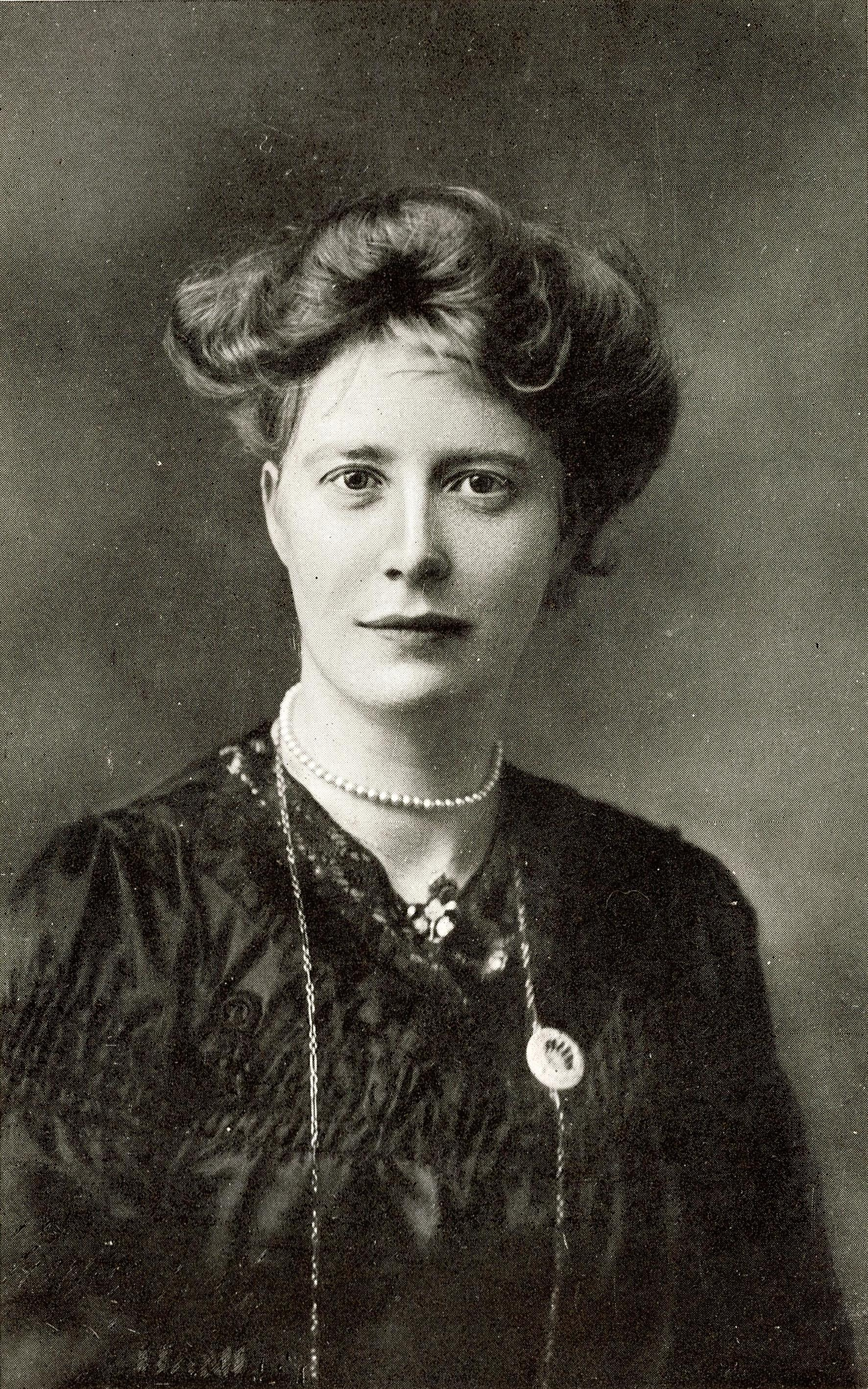
Mary Macarthur, 1909

Mary Reid Macarthur (verheiratete Anderson; * 13. August 1880 in Glasgow, Schottland; † 1. Januar 1921 in Golders Green, London) war eine britische Gewerkschaftsfunktionärin, Politikerin der Labour Party und Frauenrechtlerin. Sie war 1903 eine der ersten Frauen an der Spitze einer Gewerkschaft und gründete 1906 die National Federation of Women Workers (NFWW).

## Familie
Mary Macarthur wurde am 13. August 1880 in Glasgow geboren. Sie hatte zwei jüngere Schwestern, drei weitere Geschwister starben im Kindesalter. Ihre Mutter war Anne Elizabeth geborene Martin, ihr Vater John Duncan Macarthur führte ein gutgehendes Geschäft für Stoffe und Textilien.
Im Alter von 30 Jahren heiratete Macarthur 1911 den Labourpolitiker William Anderson (* 1877), der im Februar 1919 an der Spanischen Grippe starb. Die erste Tochter starb 1913 bei der Geburt, die zweite, Nancy (Anne Elizabeth), wurde zwei Jahre später geboren.

## Leben und Wirken
Mary Macarthur besuchte die höhere Schule in Glasgow und studierte einige Zeit in Deutschland, bevor sie als Buchhalterin für ihren Vater arbeitete. Daneben verfasste sie Artikel für eine Lokalzeitung und lernte so die Gewerkschaftsbewegung kennen. Nachdem sie 1901 der National Amalgamated Union of Shop Assistants, Warehousemen and Clerks beitrat, wurde sie im folgenden Jahr zur Präsidentin dieser Gewerkschaft in Schottland gewählt und war die erste Frau im Nationalvorstand der Gewerkschaft. Macarthur zog 1903 nach London und ging dort eine Wohngemeinschaft mit Margaret Bondfield ein. Sie wurde Sekretärin der Women’s Trade Union League, organisierte erfolgreich Arbeiterinnen im ganzen Land und steigerte die Mitgliederzahl innerhalb weniger Jahre erheblich.
Macarthur sprach Französisch und Deutsch und konnte so 1904 in Berlin beim Frauenkongress, auf dem die International Woman Suffrage Alliance (IWSA) gegründet wurde, internationale Kontakte Knüpfen. Zwei Jahre später gründete sie die National Federation of Women Workers (NFWW, Nationaler Verband der Arbeiterinnen) und war zunächst Präsidentin sowie nach dem Tausch mit Gertrude Tuckwell Generalsekretärin. Ihr Ziel war eine große Gewerkschaft mit ausreichenden Mitteln für die Zahlung von Streikgeldern. Dabei half ihr der Erfolg von The Woman Worker, einer Publikation, die sie 1907 gründete und anfangs monatlich herausgab.

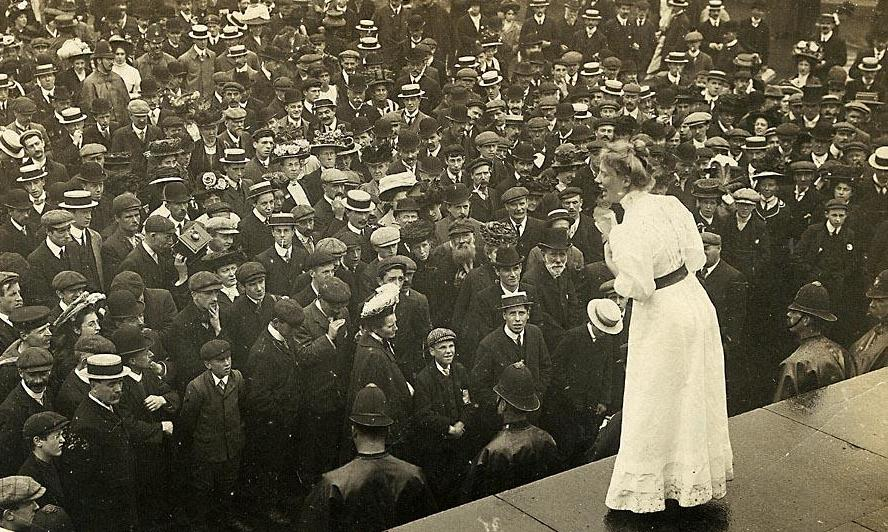
Mary Macarthur spricht 1908 auf dem Trafalgar Square

Ein besonderes Anliegen Macarthurs waren die Arbeiterinnen in den prekären Beschäftigungsverhältnissen der Sweatshops. Sie unterstützte 1906 die Gründung der Sweated Industries Exhibition und die der Anti-Sweating League. In den Arbeitervierteln infizierte sie sich 1908 mit Diphtherie und verbrachte sechs Wochen im Krankenhaus. Ihre Erkenntnisse präsentierte sie danach vor dem Unterhaus (House of Commons).
Bekannt wurde Macarthur vor allem durch ihre Organisation erfolgreicher Streiks. Die Kartonherstellerinnen streikten 1908 gegen Lohnkürzungen, die in Schmieden arbeitenden Kettenmacherinnen von Cradley Heath 1910 für Mindestlöhne sowie die Frauen in 22 Betrieben der Getränkeindustrie in Bermondsey im folgenden Jahr für bessere Entlohnung.
Macarthur war von 1909 bis 1912 Mitglied des Nationalrats der Independent Labour Party (ILP). Im Dezember 1919 kandidierte sie in Stourbridge für einen Sitz im Unterhaus, wurde aber besiegt. Sie musste unter dem Namen ihres Mannes als „Mrs. W. C. Anderson“ zur Wahl antreten, obwohl sie unter ihrem Namen durch den Streik der Kettenmacherinnen im benachbarten Cradley Heath bekannt war. Margaret Bondfield wurde vier Jahre später erste Unterhausabgeordnete der Labour Party und dann erste Ministerin des Landes. Macarthur setzte sich 1920 für den Zusammenschluss von Gewerkschaften ein.
Mary Macarthur starb im Alter von 40 Jahren am 1. Januar 1921 an Magenkrebs. An diesem Tag fusionierte der National Federation of Women Workers mit der Nationalen Gewerkschaft der allgemeinen Arbeiter.

“Mary Macarthur was 'the axle round which the machinery moved'.”

„Mary Macarthur war die Achse, um die sich die Maschinerie drehte.“

## Ehrungen und Gedenken (Auswahl)

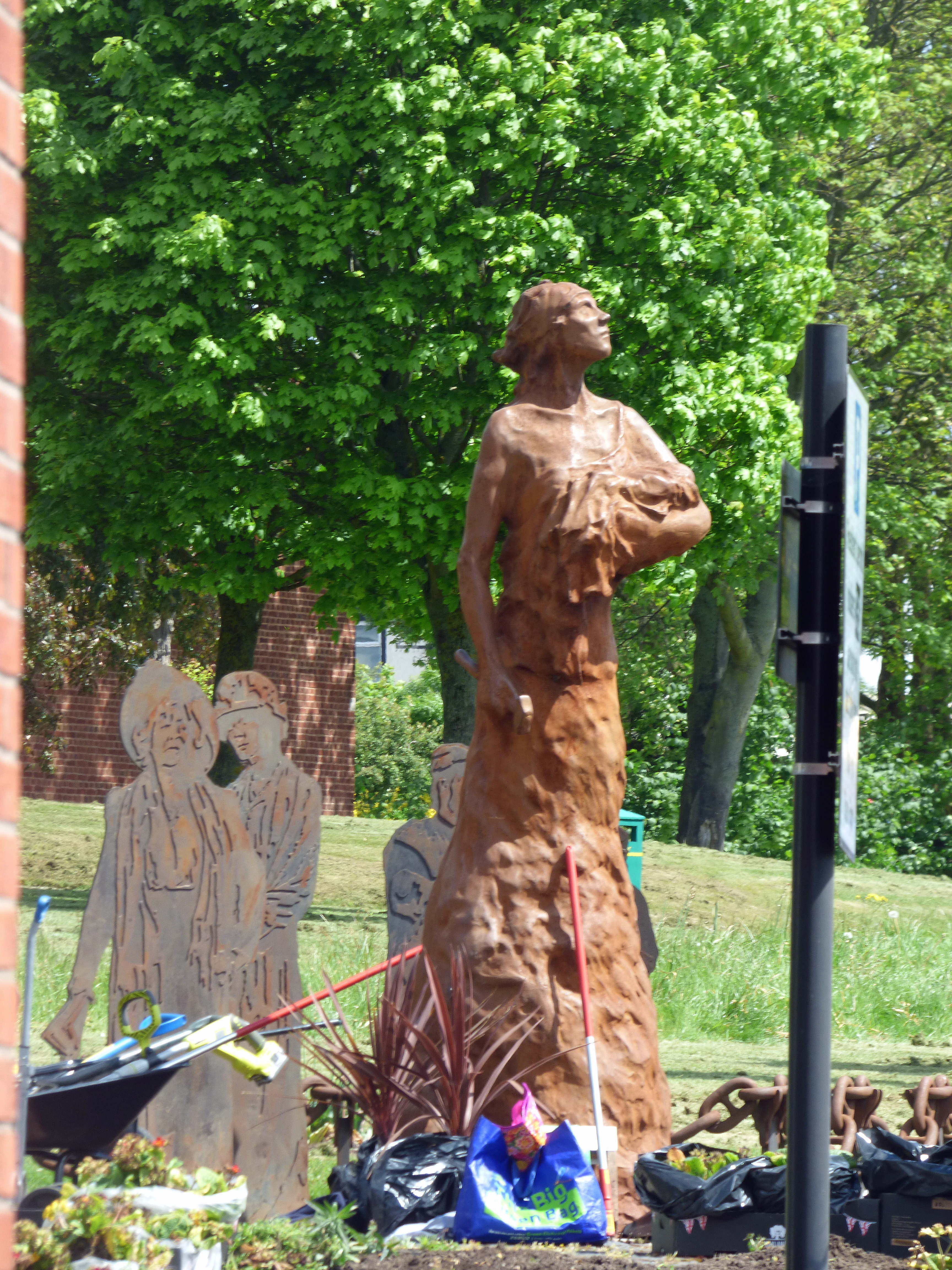
Denkmal in Cradley Heath

- Zu Macarthurs Gedenken wurden der Mary Macarthur Educational Trust und die Mary Macarthur Homes for Working Women gegründet.
- In Cradley Heath erinnern der Mary Macarthur Drive und die Mary Macarthur Gardens an sie. in letzteren wurde 2012 ihr Denkmal aufgestellt.
- Ihr Name gehört zu den 59 Namen auf der Millicent-Fawcett-Statue.